# Microsoft Points
Microsoft Points eran la moneda del Bazar Xbox Live, Games for Windows - Live Marketplace, Windows Live Gallery y tiendas en línea Zune. Los puntos permiten a los usuarios adquirir contenido sin una tarjeta de crédito y reducir el número de las tasas de transacción pequeña tarjeta de crédito, que Microsoft lo contrario tendría que pagar. Algunas descargas en el Bazar de Xbox Live son gratis, pero la mayoría de las descargas, como las versiones completas de juegos de arcade y contenido descargable para algunos juegos, necesitan Microsoft Points.

## Costo de punto por región
Microsoft Points se venden en cada país en la moneda local. Sin embargo, debido a que el precio oficial por punto se define de forma diferente para cada país (en términos de su moneda local), algunas regiones pagan más por la misma cantidad de puntos que otros debido a las fluctuaciones de la moneda.
Microsoft Points se compran en línea con tarjeta de crédito o con tarjetas de puntos de Microsoft ("fichas") de tiendas. Microsoft Points pueden ser comprados en un número de asignaciones diferentes que van desde 100 hasta 5000 Microsoft Points. En los Estados Unidos, 80 puntos equivalen a un dólar. De resultas de ello, un videojuego de 800 puntos sería minorista de 10 dólares en moneda del mundo real.
A finales de mayo de 2011, Microsoft hizo una alianza estratégica con PayPal, el recolector de pagos en línea a nivel mundial, con lo cual los usuarios de Xbox pudieran realizar pagos con su cuenta PayPal asociando a su cuenta de Xbox.

### Diferencias de precios entre las regiones
El precio de Microsoft Points varía considerablemente entre las regiones. Cuando se inicia, Microsoft Points fueron aproximadamente el mismo precio en cada país. Sin embargo, porque Microsoft no cambia generalmente los precios para que coincida con los tipos de cambio actuales, el costo por punto en otros países respecto a los Estados Unidos fluctúa constantemente.
También las asignaciones disponibles varían según la región. Por ejemplo, la cantidad mínima en el Reino Unido es 500 puntos, en comparación con 400 puntos en Estados Unidos. Cantidades simbólicas varían según el país, en un esfuerzo por encontrar un punto de precio.

## Descontinuación
Los servicios incluidos con el lanzamiento de Windows 8, como Xbox Music y Xbox Video (sucesores de Zune Marketplace), utilizaban por defecto transacciones a moneda local con tarjetas de crédito o débito en lugar de utilizar Microsoft Points. Sin embargo, al acceder desde una Xbox 360 los usuarios debían aún pagar con ellos. En mayo de 2013, los informes indicaron que los Microsoft Points serían suspendidos completamente, inclinándose a favor de las tarjetas de regalo unificadas con moneda local compatibles con las tiendas Xbox, Windows y Windows Phone. Dichos planes fueron confirmados en el evento E3 2013, centrado en Xbox One, y entraron en vigor el 26 de agosto de 2013 con el lanzamiento de una actualización de software para Xbox 360. Los Microsoft Points acumulados en las cuentas de los usuarios fueron convertidos a cantidad en moneda local "igual o mayor" a su saldo actual. El saldo en moneda local obtenido de los puntos acumulados expiró el 1 de junio de 2015.
Posteriormente, en septiembre de 2013, los puntos serían reintroducidos mediante Xbox Rewards (actualmente Microsoft Rewards)